# Sheikh Dames
Sheikh Dames (tiếng Ả Rập: الشيخ دامس) là một ngôi làng Syria nằm ở Hish Nahiyah ở huyện Maarrat al-Nu'man, Idlib. Theo Cục Thống kê Trung ương Syria (CBS), Sheikh Dames có dân số 753 trong cuộc điều tra dân số năm 2004.